# Доротея Шарлота фон Бранденбург-Кулмбах
Доротея Шарлота фон Бранденбург-Кулмбах (на немски: Dorothea Charlotte von Brandenburg-Kulmbach; * 15 март 1691 в дворец Оберзулцбюрг; † 18 март 1712 във Вайкерсхайм) от род Хоенцолерн е маркграфиня от Бранденбург-Кулмбах и чрез женитба графиня на Хоенлое-Вайкерсхайм.
Тя е най-възрастната дъщеря на маркграф Кристиан Хайнрих фон Бранденбург-Кулмбах (1661 – 1708) и графиня София Кристиана фон Волфщайн (1667 – 1737).  Сестра е на бъдещата датска кралица София Магдалена (1700 – 1770).
Доротея Шарлота се омъжва на 7 август 1711 г. в замък Веферлинген за граф Карл Лудвиг фон Хоенлое-Вайкерсхайм (1674 – 1756). Те нямат деца.